# Dan Ariely
Dan Ariely (n. 29 aprilie 1967 la New York) este un evreu american și israelian psiholog și profesor universitar la Duke University, iar domeniul de care se ocupă cu predilecție este psihologia și economia comportamentală  (engleză behavioral economics).

## Biografie
Născut în SUA, pe când avea trei ani, familia a emigrat în Israel, unde și-a început studiile: mai întâi fizică și matematică la Universitatea Tel Aviv și apoi filozofie și psihologie.
În ultima clasă de liceu, o explozie accidentală i-a provocat arsuri de gradul III pe 70% din corp. A urmat o perioadă lungă și dificilă de spitalizare, tratament și recuperare, care l-a învățat multe despre confruntarea cu durerea și i-a motivat cercetările de mai târziu în această direcție.
Obține doctoratul (Ph.D.) în psihologie cognitivă în cadrul Universității din Chapel Hill, Carolina de Nord.

## Cariera
Printre cele mai cunoscute cărți ale sale se numără: 
- Predictably Irrational (apărută și în România sub titlul "Irațional în mod previzibil")
- The Upside of Irrationality (Partea bună a iraționalității)
- The Honest Truth about Dishonesty (Adevărul cinstit despre neonestitate)

Este foarte activ pe TED, având peste 7,8 milioane de vizualizări ale conferințelor sale.
În 2008, împreună cu Rebecca Waber, Ziv Carmon și Baba Shiv, obține Premiul Ig Nobel în Medicină pentru cercetări în care arată că medicamentele placebo împotriva durerii au mai mult efect dacă sunt mai scumpe.